# Komitet Ekonomiczny Rady Ministrów
Komitet Ekonomiczny Rady Ministrów (KERM) – organ rządu, w okresie od 1945 r. wielokrotnie powoływany i likwidowany. W czasach II Rzeczypospolitej istniały ciała o podobnym charakterze.

## Okres II Rzeczypospolitej
W tym okresie funkcjonowała Komisja Ekonomiczna Ministrów (od 1919 lub 1920 r.) lub Komisja Ekonomiczna Rady Ministrów – ta ostatnia nazwa jest wzmiankowania na stronie szukajwarchiwach.pl.

## KERM 1945–1950
Komitet został powołany uchwałą Rady Ministrów z 2 stycznia 1945 r. i miał – jako organ rządu – zadanie kierowania gospodarka narodową, ponadto w jego składzie usytuowano Centralny Urząd Planowania na podstawie decyzji z 10 listopada 1945 r. Kierował nim przewodniczący, powoływany przez prezydenta KRN, a w jego skład wchodzili ministrowie, dla których obszarem działania była gospodarka. W roku 1946 komitet liczył 16 członków. W 1949 r. ustawa z 10 lutego o zmianie organizacji naczelnych władz gospodarki narodowej potwierdziła istnienie KERM, i utworzyła Państwową Komisję Planowania Gospodarczego oraz Centralny Urząd Szkolenia Zawodowego.
Komisja została zlikwidowana uchwałą (dekretem) z 21 września 1950 r. – w jej miejsce powołano Prezydium Rady Ministrów, które funkcjonowało do roku 1956.

## KERM 1957–1969
W roku 1957 na podstawie niepublikowanej uchwały nr 227/57 Rady Ministrów z 27 czerwca ponownie utworzono KERM. Komisja miała członków stałych i niestałych. Do pierwszych należeli: premier, przewodniczący Komisji Planowania, wicepremierzy, pierwszy zastępca przewodniczącego Komisji Planowania, ministrowie finansów, handlu zagranicznego, handlu wewnętrznego, przemysłu ciężkiego oraz rolnictwa, natomiast do drugich należeli pozostali ministrowie kierujący działami gospodarczymi.
Komisja w tych okresie była początkowo pomocniczym i doradczym organem rządu, ale stopniowi jej uprawnienia uległy ewolucji w latach sześćdziesiątych XX w., gdy zaczęła pełnić rolę organu kierowniczego RM na mocy uchwał RM delegujących dla komisji dodatkowe zadania lub też przez włączanie do porządku obrad komitetu spraw spoza właściwości ustalonych w uchwale nr 227/57.
Komisja została ponownie zlikwidowania w 1969 r., gdy ponownie powołano Prezydium Rządu na podstawie samoistnej uchwały nr 113 Rady Ministrów z 30 czerwca.

## KERM 1988–1996
KERM z tego okresu jest wzmiankowany w wymienionej w bibliografii publikacji Anny Barszcz z 2014 r. na str. 297, oraz przede wszystkim w aneksie nr 3 z biogramami przytaczającymi funkcje z podaniem roku pełnienia ich w KERM tego okresu. Bliższych szczegółów, m.in. o powołaniu i likwidacji oraz zadaniach komisji w tej publikacji brak.

## KERM 1997–2001

### Geneza
Został powołany na mocy rozporządzenia Rady Ministrów z 11 lutego 1997 w sprawie utworzenia stałych komitetów Rady Ministrów, obok Komitetu Rozwoju Regionalnego, Komitetu Społeczno-Politycznego i Komitetu Spraw Obronnych. Przestał istnieć na mocy rozporządzenia z 30 października 2001. Celem działania Komitetu Ekonomicznego Rady Ministrów było uzgadnianie stanowiska członków Rady Ministrów, inicjowanie i przygotowywanie rozstrzygnięć oraz analizowanie sytuacji w zakresie polityki gospodarczej.

### Skład
W skład Komitetu Ekonomicznego Rady Ministrów wchodzili: minister finansów, minister gospodarki, minister łączności, minister ochrony środowiska, zasobów naturalnych i leśnictwa, minister rolnictwa i gospodarki żywnościowej.
Prezes Rady Ministrów mógł wskazywać także inne osoby, które miały za zadanie uczestniczyć w pracach Komitetu, a także wyznaczyć sekretarza lub podsekretarza stanu w Kancelarii Prezesa Rady Ministrów do reprezentowania Prezesa Rady Ministrów w pracach Komitetu. Przewodniczącego i Wiceprzewodniczącego Komitetu powoływał i odwoływał spośród członków Komitetu Prezes Rady Ministrów, zaś funkcję sekretarza Komitetu pełnił wyznaczony przez Przewodniczącego urzędnik Kancelarii Prezesa Rady Ministrów, zatrudniony w komórce organizacyjnej Kancelarii, która sprawowała obsługę Komitetu.

### Zakres działania
Dziedziną działania Komitetu Ekonomicznego Rady Ministrów były sprawy projektów aktów normatywnych i projektów programów oraz analiz i sprawozdań dotyczących polityki gospodarczej państwa, w tym szczególnie:
- planowania i realizacji dochodów i wydatków budżetu państwa,
- zasad rozwoju gospodarczego kraju,
- zasad rozwoju rynku finansowego, infrastruktury technicznej i gospodarki,
- zmian strukturalnych i przekształceń własnościowych,
- zasad polityki ochrony środowiska i ekorozwoju,
- międzynarodowej współpracy gospodarczej oraz zaangażowania kapitału zagranicznego,
- zasad kształtowania i realizacji polityki mieszkaniowej państwa,
- prognoz koniunktury gospodarczej.

W toku wykonywanych działań Komitet współdziałał z ministrami i innymi organami nie reprezentowanymi w składzie Komitetu, powoływał zespoły robocze lub ekspertów do opracowania analiz, prognoz, ekspertyz oraz koncepcji i projektów rozwiązań programowych.

### Tryb działania
Tryb działania Komitetu, przygotowywania dokumentów oraz zwoływania i odbywania posiedzeń określał regulamin pracy Rady Ministrów, której to Komitet składał roczne sprawozdania ze swej działalności.

## KERM od r. 2016

### Geneza
Został powołany na mocy zarządzenia Prezesa Rady Ministrów z 30 września 2016. Zarządzenie to zostało zastąpione zarządzeniem z 30 grudnia 2021, które z kolei zostało zastąpione przez zarządzenie z 5 lutego 2024.

### Skład
- Przewodniczący: Minister Finansów – Andrzej Domański
- Wiceprzewodniczący: Minister Rozwoju i Technologii – Krzysztof Paszyk
- Członkowie: 
  - Wiceprezes Rady Ministrów, Minister Cyfryzacji albo upoważniony przez niego sekretarz stanu albo podsekretarz stanu
  - Minister Aktywów Państwowych – Jakub Jaworowski
  - Minister do spraw europejskich – Adam Szłapka
  - Minister Funduszy i Polityki Regionalnej – Katarzyna Pełczyńska-Nałęcz
  - Minister Infrastruktury – Dariusz Klimczak
  - Minister Klimatu i Środowiska – Paulina Hennig-Kloska
  - Minister Przemysłu – Marzena Czarnecka
  - Minister Rodziny, Pracy i Polityki Społecznej – Agnieszka Dziemianowicz-Bąk
  - Minister Rolnictwa i Rozwoju Wsi – Czesław Siekierski
  - Pełnomocnik Rządu do spraw Strategicznej Infrastruktury Energetycznej – Maciej Bando
  - sekretarz stanu albo podsekretarz stanu w Kancelarii Prezesa Rady Ministrów wskazany przez Prezesa Rady Ministrów
  - sekretarz stanu albo podsekretarz stanu w Ministerstwie Finansów wskazany przez Ministra Finansów